# Vlag van Seraing
De vlag van Seraing is op 17 februari 1992 bij raadsbesluit vastgesteld als de vlag van de Luikse gemeente Seraing. De vlag kan als volgt worden beschreven:
Wit met een rood andreaskruis en een zwarte leeuw in elk kwartier.
De vlag werd pas op 8 december 1992 bevestigd door de Franse Gemeenschapsregering. De vlag is volledig gebaseerd op het gemeentewapen en ziet er dus helemaal hetzelfde uit.